# Фурсов, Николай Дмитриевич
Никола́й Дмитри́еович Фу́рсов (9 декабря 1924, Песочное, Рыбинская губерния — 19 февраля 1945, Польша) — участник Великой Отечественной войны, командир танкового взвода 237 танковой бригады, 31-го танкового корпуса 1-го Украинского фронта, Герой Советского Союза (посмертно), лейтенант.

## Биография
Родился 9 декабря 1924 года в посёлке Песочное, рабочем посёлке на крутом волжском берегу, известном своей фарфоровой фабрикой. После окончания школы работал слесарем на этой фабрике. В сентябре 1942 года был призван в армию и направлен в Пушкинское танковое училище, обучение в котором заняло около года. С сентября 1943 года участвовал в боевых действиях. Служил командиром танкового взвода. В боях проявил себя умелым и грамотным офицером. В одном из боёв при прорыве обороны врага он лично уничтожил 2 танка, 2 бронетранспортёра, 3 орудия, более 150 солдат и офицеров. В наградных документах отмечалось его умение маневрировать на поле боя, добиваться преимущества при численном превосходстве противника.
Звание Героя получил за проведённую в Польше летом 1944 года операцию по расчистке дороги у деревни Рудавка-Рымановска (к востоку от города Дукля). Продвижению наших войск мешала сильно заболоченная река, а единственная дорога с двумя заминированными мостами была заблокирована подбитыми танками. Перед взводом была поставлена задача расчистить путь. Операция проводилась ночью, но на шум танков неприятель открыл огонь. Танкисты растаскивали подбитые танки тросами. Лейтенант под огнём врага лично крепил тросы на подбитых машинах. Он был ранен в ногу, но не покинул боя, пока все танки не были сброшены с дороги. Далее он, несмотря на ранение, подполз к мостам и сбросил с них мины. Когда он отполз к танкам, силы оставили его, и бойцы внесли его в танк на руках. Только после этого он доложил о выполнении задания, по освобождённой дороге танковая бригада преодолела реку и ворвалась во вражеское расположение.
19 февраля 1945 года лейтенант Н. Д. Фурсов был убит немецким автоматчиком. Похоронен в Польше, в городе Олава.
10 апреля 1945 года ему присвоено звание Героя Советского Союза.

## Память
- Именем Н. Д. Фурсова названа одна из улиц посёлка Песочное.
- На доме, где родился Герой, установлена мемориальная доска.